# Horatio Nelson Jackson
Pour l'amiral britannique victorieux à la Bataille de Trafalgar, voir Horatio Nelson
Horatio Nelson Jackson, né le 25 mars 1872 à Toronto (Ontario) et mort le 14 janvier 1955 à Burlington (Vermont), est un pionnier américain de l'automobile. Il réalise en 1903 avec son copilote Sewall K. Crocker la première traversée transcontinentale des États-Unis en automobile.
Médecin de formation et amateur d'automobile à une époque où ce véhicule est encore considéré comme un objet de luxe récréatif et où le réseau routier américain est très inégal entre la ville et le milieu rural, il s'engage à la suite d'un pari dans une traversée de côte à côte des États-Unis à bord d'une Winton d'occasion. Ce périple suscite l'enthousiasme progressif des presses locales puis nationales jusqu'à son arrivée à New York le 26 juillet 1903.
Son voyage a montré que les premières automobiles pouvaient effectuer de longs trajets et a contribué à la démocratisation de ce mode de transport. Il a également ouvert la voie au futur développement du réseau routier national.

## Biographie

### Premières années

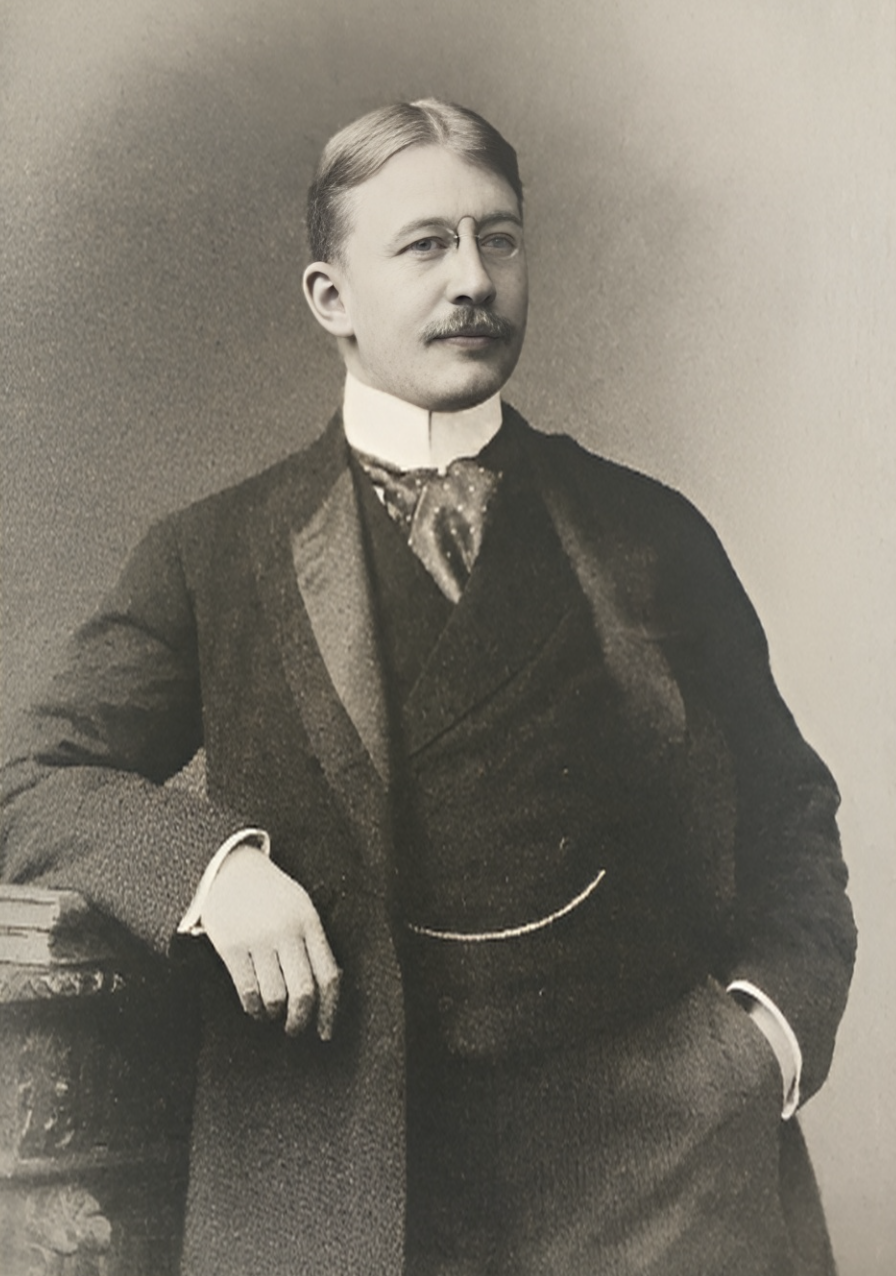
Horatio Nelson Jackson vers 1895.

Jackson est né le 25 mars 1872 à Toronto, dans la province de l'Ontario au Canada. Il est le fils de Samuel Nelson Jackson (1838-1913) et de Mary Anne Jackson, née Parkyn (1843-1916). Parmi ses frères on compte John Holmes Jackson (en), qui sert plusieurs années en tant que maire de Burlington dans le Vermont. Un autre de ses frères, Hollister Jackson (en), sert brièvement en tant que Lieutenant-gouverneur du Vermont.
Jackson fait ses études dans les écoles de Toronto et dans les collegiate institute de la même ville. Il obtient un doctorat en médecine à l'université du Vermont, ce qui lui permet de devenir médecin en 1893 et d'exercer à Brattleboro et Burlington.
Il épouse Bertha Richardson Wells, la fille du général William Wells, un récipiendaire de la Medal of Honor pour ses faits d'armes à la bataille de Gettysburg. C'est également l'un des hommes les plus riches du Vermont en tant qu'associé de Wells, Richardson & Co., une fabrique de Paine's Celery Compound, un célèbre médicament breveté de l'époque,,. Horatio Nelson Jackson et Bertha Wells sont les parents d'une fille nommée Bertha (1906-1984), qui épouse George B. Kolk en 1934. Elle est rédactrice et éditrice du quotidien Burlington Daily News (l'une des premières des États-Unis) dont son père est également rédacteur du journal.

### La traversée du pays

#### La pari et les préparatifs
Outre sa carrière médicale, Jackson est également un amateur d'automobile. Sa passion jure avec l'opinion de l'époque qui considère ce nouveau véhicule comme une mode purement récréative et qui ne durera pas. De plus, la fabrication et l'entretien d'un véhicule ont un coût important. Chaque automobile est faite sur mesure et chaque pièce est unique. Le 18 mai 1903, alors qu'il est invité au club universitaire de San Francisco, il relève pour 50 $ (soit 1 423 $ en 2019) le pari de conduire un véhicule motorisé à quatre roues à travers les États-Unis, du Pacifique à l'Atlantique. Pourtant, bien qu'âgé de 31 ans, il n'a pas de voiture et que peu d'expérience dans la conduite. De plus il ne dispose pas de cartes routières. Jackson et sa femme prenaient cependant des leçons de conduite durant leur séjour à San Francisco. 
Le couple avait prévu de rentrer à Burlington au cours du mois ; en raison du pari, l'épouse de Jackson fait le voyage en train, tandis que son mari part tenter son aventure en automobile.

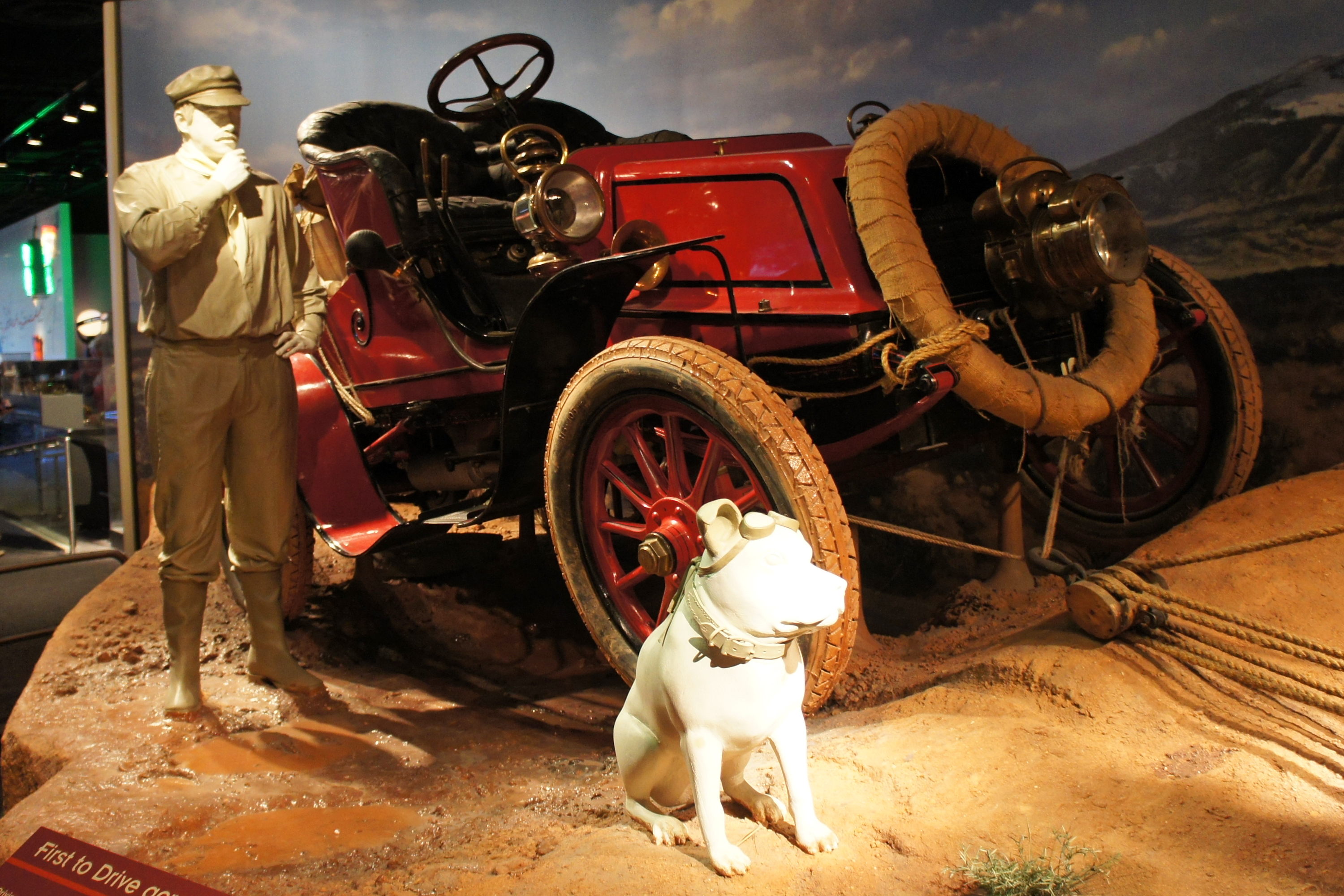
Exposition au Musée national d'histoire américaine, reproduisant le premier voyage transcontinental nord-américain en automobile par H. Nelson Jackson au bord d'une Winton de 1903, baptisée la Vermont.

N'ayant aucune expérience mécanique, Jackson parvient à convaincre Sewall K. Crocker, un jeune mécanicien et chauffeur, de l'accompagner dans son voyage en tant que mécanicien et copilote. C'est Crocker qui suggère à Jackson d'acheter une Winton. Il se procure ainsi une Winton deux cylindres, légèrement usagée, d'une puissance de 20 cv qu'il baptise Vermont d'après son État de résidence,. Après avoir fait ses adieux à sa femme, il quitte San Francisco le 23 mai en emportant avec lui des manteaux, des combinaisons de protection en caoutchouc, des sacs de couchage, des couvertures, des gourdes, une hache, une pelle, un télescope, des outils, des pièces détachées, un palan, des bidons d'essence et d'huile supplémentaires, un appareil photo Kodak, une carabine, un fusil de chasse et des pistolets.
En tenant compte de la tentative ratée du pionnier de l'automobile Alexander Winton (fondateur de la Winton Motor Carriage Company, fabricant de sa voiture) dont le trajet passait par les déserts du Nevada et l'Utah, Jackson décide de prendre une route plus au nord à travers la vallée de Sacramento et en suivant la piste de l'Oregon. Ce trajet lui permet d'éviter les cols élevés de la Sierra Nevada et des Rocheuses.

#### Contexte routier

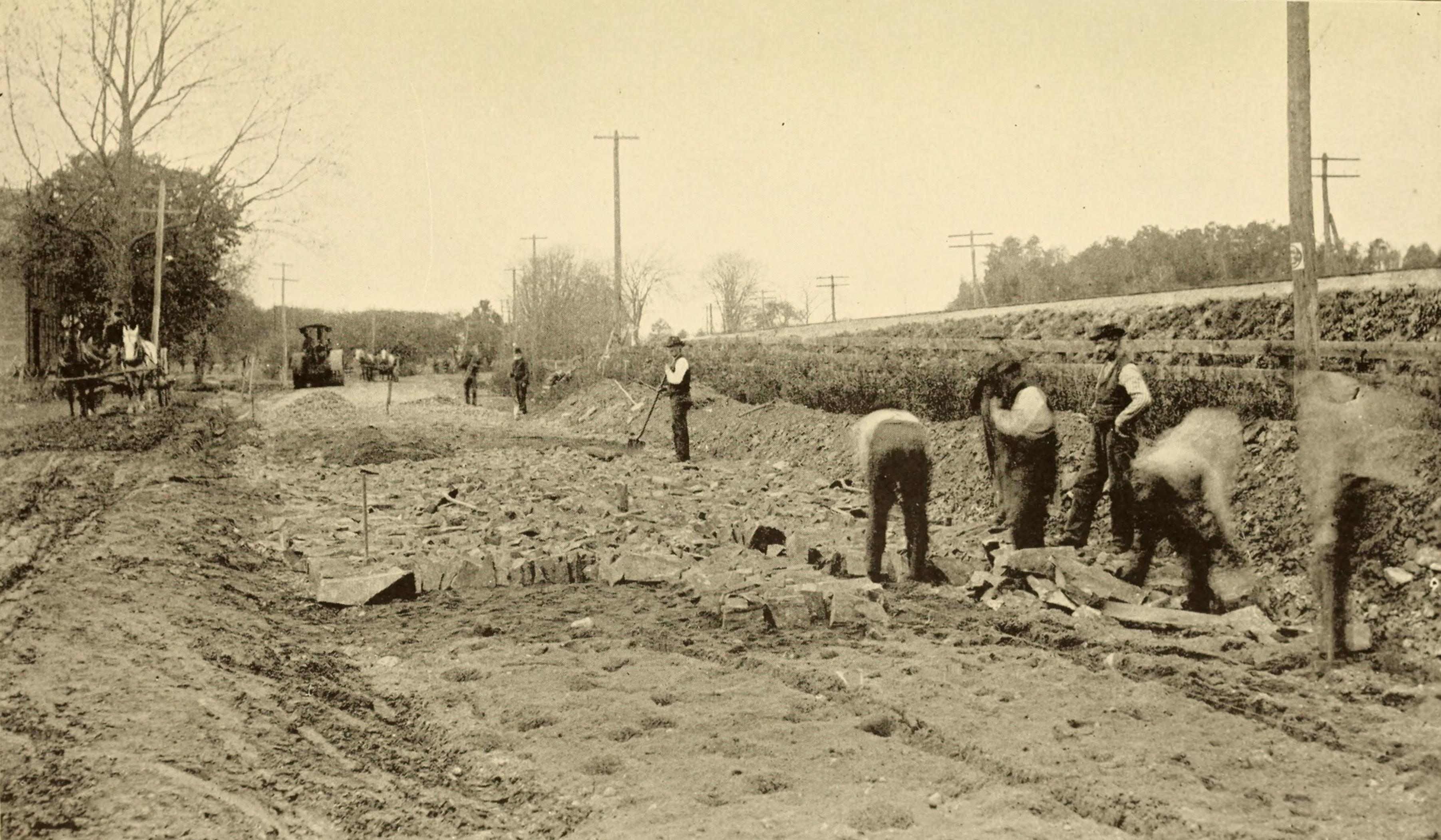
Construction d'une route dans le Massachusetts en 1902.

Au tournant du xxe siècle, l'état des routes n'est pas adapté aux automobiles. Il y a une grande disparité de qualité du revêtement routier entre les villes où l'on peut trouver du bitume, et les campagnes qui en sont dépourvues. Le macadam est une technique de revêtement des chaussées connue depuis le début du xixe siècle mais le développement du chemin de fer ne l'a pas rendue indispensable. De ce fait, on trouve des chaussées bitumées surtout dans les villes mais partout ailleurs, il y a principalement des routes de terre ou de gravier.
Entre les années 1870 et 1920, le développement de l'usage de la bicyclette, l'intérêt croissant pour des moyens de transports individuels puis la mobilisation d'associations appartenant au Mouvement pour de bonnes routes (en) conduisent à un regain d'intérêt pour le développement du revêtement du réseau routier urbain puis rural. Cependant les inventaires des routes de l'époque révèlent le faible développement des routes publiques bitumées en milieu rural : dans les années 1900, sur 2 151 570 milles (3 462 616 km) seulement 153 662 milles (247 295 km) sont pavés aux États-Unis.
En 1903, il n'existe ainsi aucune route de qualité automobile traversant les États-Unis de côte à côte. Il faut attendre 1913 pour que soit ouverte la première autoroute transcontinentale avec la Lincoln Highway,. C'est dans ce contexte que Jackson entreprend son voyage.

#### Le voyage

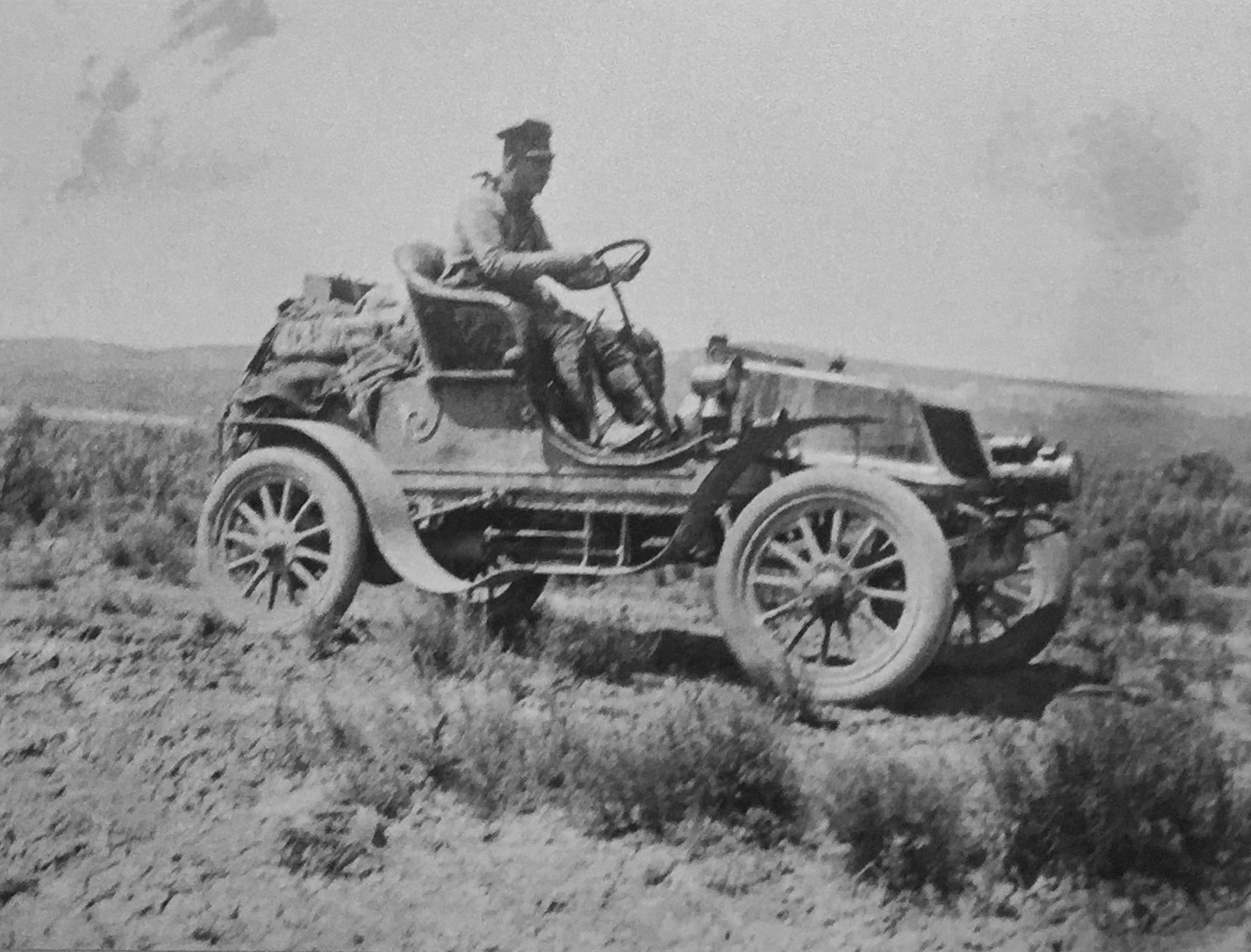
Jackson conduisant la Vermont durant son voyage de 1903.

La durée de la traversé transcontinentale des États-Unis se concentre essentiellement sur le premier mois et demi qui est nécessaire pour traverser quatre États de l'Ouest américain (Californie, Oregon, Idaho et Wyoming).

##### Californie
Le 23 mai 1903, la voiture est transportée en ferry de San Francisco à Oakland afin de prendre la direction de l'est. La première crevaison a lieu après seulement 15 miles (soit 24 km). Jackson et Crocker utilisent alors la seule roue de secours à leur disposition – la seule qu'ils ont trouvée à la bonne taille dans toute la ville de San Francisco.
Dès le premier soir, ils constatent que la puissance de l'éclairage est trop faible. Lors de leur deuxième nuit, en s'arrêtant plus tôt à Sacramento, ils remplacent les lanternes d'origine par un gros projecteur monté à l'avant de la Vermont. Ils sont également aidés par deux cyclistes qui leur offrent des cartes routières. Jackson ne parvient pas à acheter de nouveaux pneus durant cet arrêt, mais se procure des chambres à air d'occasion.
Alors que les deux hommes poursuivent leur chemin vers le nord après avoir quitté Sacramento, leur matériel de cuisine tombe sur la route sans qu'ils l'entendent, à cause du bruit de la voiture. Ils sont ensuite envoyés dans la mauvaise direction sur 108 miles (soit 174 km) par une femme qui leur a conseillé ce chemin pour que sa famille puisse voir passer la voiture, :
« We met a red-haired young woman riding along on a white horse.
“Which way to Marysville?” I asked her.
“Right down that road,” she said and pointed. We took that road for. . . miles and then it came to a dead end at an isolated farmhouse. The family all turned out to stare at us and told us we'd have to go back.
We went back, and met the red-haired young woman again.
“Why did you send us way down there?” I asked her.
“I wanted paw and maw and my husband to see you,” she said. “They’ve never seen an automobile.” »
« Nous avons rencontré une jeune femme rousse nous suivant à dos d'un cheval blanc.
Je lui ai demandé : « Par où est Marysville ? »
« Au bout de cette route », nous a-t-elle répondu en la désignant du doigt. Nous l'avons suivie sur… des kilomètres avant d'arriver à une impasse débouchant sur une ferme isolée. Toute la famille est sortie nous dévisager avant de nous dire de faire marche arrière.
Nous avons repris la route et rencontré à nouveau la jeune femme rousse.
« Pourquoi nous avoir envoyé là bas ? » lui ai-je demandé

« Je voulais que mon papa et ma maman et mon mari vous voient, a-t-elle répondu, ils n'ont jamais vu d'automobile. » »
La rude traversée vers l'Oregon les oblige à tirer la voiture à travers des cours d'eau profonds à l'aide de poulies et de palans. Jackson perd une paire de lunettes  sur cette route. De manière générale, les voyageurs perdent souvent du matériel au cours du voyage, dont une autre paire de lunettes de Jackson. Le duo est contraint de payer un péage de 4 $ (soit 114 $ en 2019) à un propriétaire terrien pour pouvoir traverser sa propriété par une « mauvaise route de montagne rocailleuse », comme la décrit Jackson. Lorsque leurs pneus éclatent, ils les remplacent en enroulant des cordes autour des jantes. Jackson parvient à trouver un bureau de télégraphe afin de commander des pneus de rechange et qu'ils puissent en trouver au long de leur parcours.
En atteignant Alturas en Californie, Jackson et Crocker y marquent un arrêt dans l'attente de nouveaux pneus. Ils y offrent aux locaux l'opportunité de faire un tour en voiture en échange d'un billet pour un spectacle de Wild West Show. Cependant, les pneus n'arrivant pas, ils reprennent leur voyage après leur arrêt de trois jours.

##### Oregon
Le 6 juin, la voiture tombe en panne et doit être remorquée jusqu'à un ranch voisin grâce à l'aide d'un cow-boy et de son cheval. Crocker  effectue des réparations mais une fuite de carburant leur fait perdre toute l'essence disponible. Jackson doit louer une bicyclette pour que Crocker puisse parcourir les 25 milles (soit 40 km) qui les séparent de Burns dans l'Oregon et y acheter de l'essence. Il subit une crevaison sur le trajet de retour, mais parvient tout de même à revenir avec 4 gallon US (soit 15 L) d'essence – acquis pour la forte somme de « presque vingt dollars » (soit près de 569 $ en 2019), ce dont Jackson ne manque pas de se plaindre.
Aux abords de la ville de Vale dans l'Oregon, la Vermont vient encore à manquer d'essence le 9 juin. Jackson revient à pied dans la dernière ville traversée pour y acheter de l'essence. Les voyageurs découvrent ensuite que leur arrêt forcé les a placés à une courte distance de Vale. Le jour suivant les amène à Ontario où du ravitaillement les attend.

##### Idaho

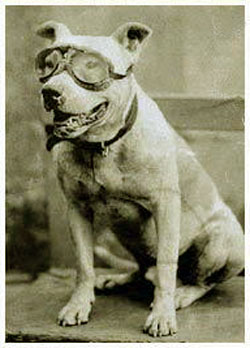
Bud, leur compagnon de voyage.

C'est aux alentours de Caldwell dans l'État de l'Idaho que Jackson et Crocker font l'acquisition d'un chien : un bouledogue surnommé Bud,. Jackson voulait un compagnon de route canin depuis Sacramento. Les journaux de l'époque évoquent différentes versions de cette histoire, dont une selon laquelle le chien aurait été volé. Dans une lettre à sa femme, Nelson mentionne un homme qui lui a vendu le chien pour la somme de 15 $ (soit 427 $ en 2019). Par la suite, la poussière soulevée dans  les lacs asséchés qu'ils doivent traverser irrite les yeux de Bud (la Vermont n'ayant ni toit, ni pare-brise) et Jackson équipe le chien d'une paire de lunettes.
À ce moment du voyage, le désormais trio est devenu célèbre. La presse est présente à chaque arrêt pour prendre des clichés et réaliser des entretiens où Jackson renouvelle à chaque fois le récit de leur voyage. À Mountain Home dans l'Idaho, les habitants de la ville les avertissent que la route n'est plus praticable vers l'est. Ainsi Jackson et Crocker doivent dévier de leur parcours initial le long de la bordure méridionale du chaînon Sawtooth. À Hailey, Crocker doit commander par télégraphe de nouvelles pièces à l'entreprise Winton.

##### Wyoming
Le 16 juin, Jackson perd son manteau contenant la majeure partie de l'argent des voyageurs quelque part dans l'Idaho. Lors de leur arrêt suivant, il doit demander par télégraphe à sa femme de lui envoyer de l'argent à Cheyenne dans le Wyoming. Par la suite, ils se perdent dans cet État entre le 20 et la 21 juin et se retrouvent sans nourriture pendant 36 heures avant de croiser la route d'un berger qui leur offre un repas composé d'agneau rôti et de maïs bouilli. Cependant, juste avant d'atteindre Cheyenne, les roulements de roues de la voiture cèdent et Crocker doit convaincre un fermier de leur laisser les roulements de roue de sa faucheuse.

##### Du Nebraska à New-York

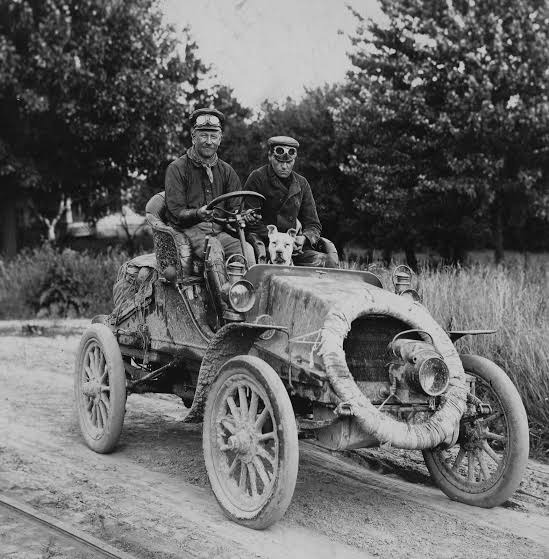
L'équipe complète dans la Winton Vermont. Lieu inconnu.

L'équipe finit par atteindre Omaha dans le Nebraska le 12 juillet. À partir de cette étape, ils peuvent utiliser des routes bitumées qui rendent leur trajet bien plus facile — même si de multiples intempéries (tempêtes de sable, pluie, etc.) se présentent sur la route.. La seule déconvenue survient à l'est de Buffalo dans l'État de New York lorsque la Vermont percute un obstacle et que le choc éjecte Jackson, Crocker et Bud hors du véhicule. Malgré cet accident, ils arrivent à New York le 26 juillet 1903 après un voyage de 63 jours, 12 heures et 30 minutes depuis San Francisco. Ils réalisent ainsi la première traversée en automobile du continent nord-américain. La voiture a consommé au total 800 gallon US (soit 3 000 L) d'essence durant le voyage qui coûte à Jackson approximativement 8 000 $ (soit 227 644 $ en 2019).

Jackson quitte New-York pour rejoindre son épouse à bord de la Vermont. À environ 15 miles (soit 24 km) de chez lui, la voiture tombe de nouveau en panne. Ses deux frères, qui conduisent chacun leur propre voiture, viennent l'aider à repartir. Peu après avoir repris la route, les véhicules des deux frères tombent à leur tour en panne et Jackson doit les remorquer tous les deux avec la Vermont. En atteignant le seuil du garage de Jackson, la chaîne de transmission de la Vermont casse. C'était l'une des rares pièces d'origine qui n'avait jamais été remplacée pendant tout le voyage.

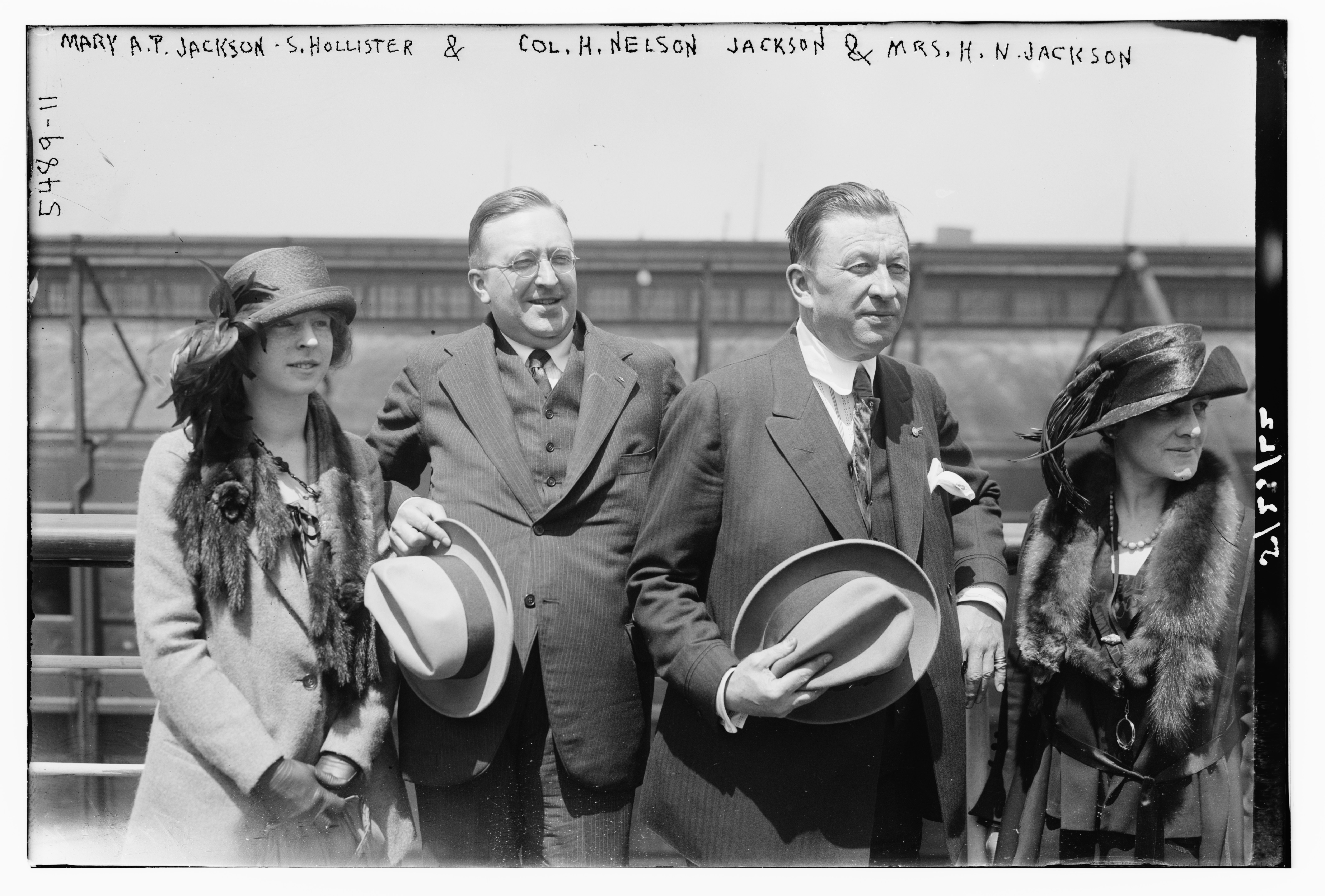
De gauche à droite : Mary Ann Parkyn Jackson (1903-1935), fille de Joseph Addison Jackson - Hollister Jackson - Horatio N. Jackson - Bertha Jackson (née Wells) (c. 1922).

### Carrière professionnelle
Jackson continue d'habiter à Burlington dans le Vermont avec sa femme Bertha et Bud. Il est actif dans plusieurs entreprises dont une manufacture de granit possédée par son frère Hollister. C'est en tant que Lieutenant Gouverneur du Vermont que ce dernier décède lors de la grande inondation du Vermont de 1927 (en),.

### Première Guerre mondiale
Membre de longue date de la garde nationale du Vermont, il est jugé trop âgé pour le service actif lorsque la Première Guerre mondiale éclate. Il contacte alors l'ancien président Théodore Roosevelt dont il a fait la rencontre à Burlington et avec lequel il s'est lié d'amitié. Son influence permet à Jackson d'être affecté au service actif en tant que capitaine dans le Medical Corps (« Service de Santé ») de l'U.S. Army. Alors qu'il est affecté au 313e régiment d'infanterie de la 79e division d'infanterie en tant que chirurgien, il est blessé près de Montfaucon durant l'offensive Meuse-Argonne, la dernière attaque alliée de septembre à novembre 1918.

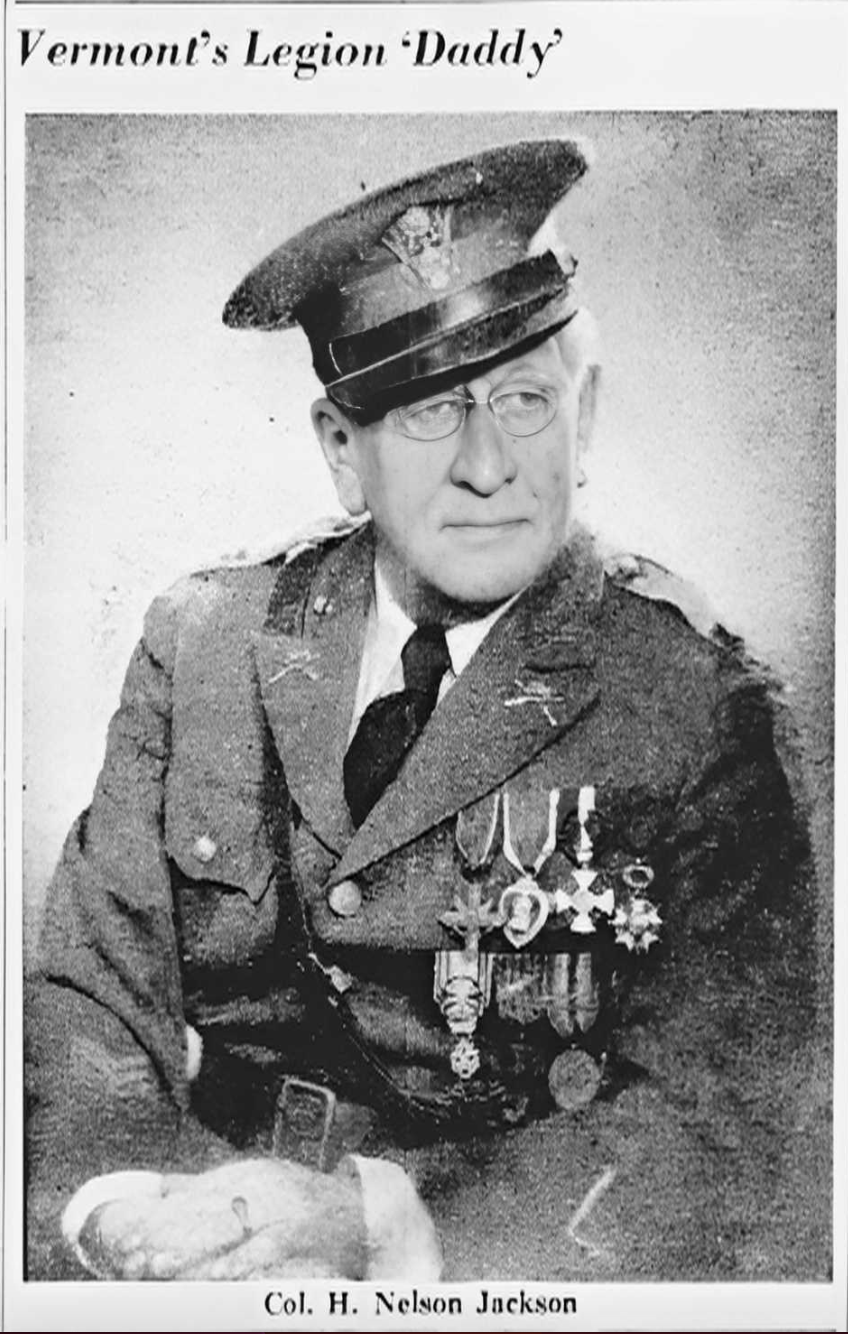
Horatio Nelson Jackson le 1946-7-26. Il est surnommé le « Papa » de l'American Legion du Vermont.

### Dernières années
Jackson est l'un des fondateurs de la section de l'American Legion au Vermont. Il est également officier supérieur de l'armée de réserve des États-Unis. En 1936, il est candidat au poste de gouverneur du Vermont mais n'arrive que deuxième lors des primaires républicaines. En plus de détenir et de diriger le Burlington Daily News, il est à la tête de la Burlington Trust Company et exploite également la station de radio WCAX (aujourd'hui WVMT (en)). 
Il écope d'une contravention pour excès de vitesse, pour avoir dépassé la limite de 6 mph (soit 9,7 km/h) en vigueur à Burlington,.
Jackson meurt le 14 janvier 1955 à Burlington. Il y est inhumé au cimetière Lakeview,.

## Postérité

### De l'usage des automobiles au développement des routes
Immédiatement après leur arrivée à New York et déjà tout au long de leur trajet, la presse a relaté avec enthousiasme l'entreprise de Nelson et Crocker et mis en avant le caractère exceptionnel de ce nouveau moyen de transport.

### Dans la culture populaire
En 2003, le documentariste Ken Burns produit un film intitulé Horatio's Drive (« La route d'Horatio »), pour la chaîne PBS. Le film est fondé sur le livre du même nom de Dayton Duncan. Tom Hanks assure la narration en voix-off pour Horatio Nelson Jackson. Le film comporte de nombreuses chansons de l'époque, dont une populaire de 1914 intitulée He'd Have to Get Under - Get Out and Get Under (to Fix Up His Automobile).

### LaVermont
En 1944, Jackson fait le don de sa Winton, la Vermont, au Smithsonian Institution à Washington, D.C. où elle est toujours conservée,.

## Distinctions

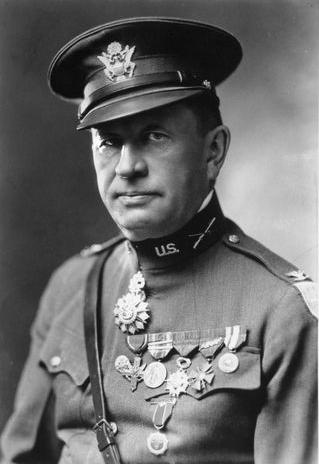
Horatio Nelson Jackson en uniforme militaire après la Grande Guerre (c. 1923).

### Décorations
Pour les services militaires accomplis durant la Première Guerre mondiale, Horatio Nelson Jackson est récipiendaire de plusieurs décorations militaires,.

#### Américaines
- Distinguished Service Cross (1919)
- World War I Victory Medal

#### Françaises
- Chevalier de la Légion d'honneur[31]
- Croix de guerre 1914-1918 (avec palme)[32]

### Citation de la Distinguished Service Cross
« Le président des États-Unis d'Amérique, autorisé par la loi du Congrès du 9 juillet 1918, a le plaisir de remettre la Distinguished Service Cross au major (Medical Corps) Horatio N. Jackson, Armée des États-Unis, pour son héroïsme extraordinaire au combat alors qu'il servait dans le 313e régiment d'infanterie (rattachement), 79e division d'infanterie, A. E. F., près de Montfaucon, France, du 26 au 29 septembre 1918. Œuvrant sans relâche sous un feu nourri de mitrailleuses et d'obus, le major Jackson se consacra avec dévouement aux blessés, toujours présent sur la ligne de front, dirigeant la distribution des premiers soins et guidant le travail des brancardiers. Il resta en service jusqu'à ce qu'il soit gravement blessé par des obus explosifs, et dut alors être évacué »

— Le président des États-Unis